# KK Željezničar Sarajevo
Le Košarkaški Klub Željezničar Sarajevo est un club féminin bosnien de basket-ball situé dans la ville de Sarajevo. Il est une section du club omnisports le SD Željezničar. Il existait une version masculine du club qui a aujourd'hui disparue.

## Palmarès
- Champion de Bosnie-Herzégovine : 1998, 1999, 2002, 2003, 2004, 2005, 2006, 2007, 2008, 2009, 2010
- Vainqueur de la Coupe de Bosnie-Herzégovine : 2006

## Entraîneurs successifs
- Depuis ? : -